# Denotación
En semántica lingüística y filosofía del lenguaje, la denotación de una palabra o expresión es su sentido literal, aquella parte del significado cuya definición es más objetiva, es decir, no varía entre los hablantes. Contrasta con la connotación, que es más relativa y subjetiva. Por ejemplo la palabra cálido denota temperatura ligeramente caliente, sin embargo sus connotaciones pueden ser amigable, confortable, distendido, etc. Idealmente, la denotación sería el significado universal, el que una palabra tiene para todos los conocedores de una lengua, sin que exista la más mínima discrepancia entre ellos, el significado tal como se presenta fuera de cualquier contexto. Por ejemplo, aurora denota la parte del día correspondiente a la salida del sol, y es así como se define en los diccionarios.
En realidad, todo signo tiene una dimensión denotativa que se complementa con su dimensión connotativa. Ambas dimensiones son parte de un continuo, cuando se va hacia la parte denotativa describiendo un objeto o una situación, los significados son más nítidos y pueden ser fácilmente compartidos por muchas personas dentro de un contexto amplio o universal, es lo que se pretende "objetivo"; mientras que conforme la descripción contiene aspectos específicos que no son tan evidentes estamos avanzando hacia la dimensión connotativa que depende más de los contextos espacio-tiempo específicos del emisor, del mensaje y del receptor del mensaje. Aquello que es más denotativo tiene escasas modificaciones por el cambio de época o cultura, mientras que lo connotativo se altera significativamente conforme se modifican las culturas o situaciones en que se inserta. Así, una imagen o un texto pueden ser denotativamente los mismos y sin embargo haber cambiado de manera esencial en su connotación. Sin embargo, aun lo denotativo implica una interpretación contextual, por lo cual toda denotación es también una connotación; la distinción entre una y otra es análoga a la diferencia entre frío y caliente, es decir, relativa.

## Connotación
La connotación es el "doble sentido" que se le atribuye a las palabras y también el sentido figurado que se le da a las palabras según el contexto. Es especialmente común en el lenguaje literario y más aún en poesía lírica; el poeta emplea palabras con sentidos subjetivamente adheridos. Así, por ejemplo, Federico García Lorca suele asociar la denotación del sustantivo metal con la connotación personal de «muerte».
La connotación es más subjetiva y su sentido no suele aparecer recogido en los diccionarios. Así, por ejemplo, el significado connotativo de aurora puede llevar adheridas para un hablante concreto las significaciones subjetivas de "esperanza", "comienzo de una nueva vida", "iniciación de buena suerte, tras haber tenido mala suerte durante un plazo de tiempo", etc. Estos significados subjetivamente añadidos a la denotación constituyen la connotación del vocablo.
Los significados connotativos incluyen todos aquellos valores significativos asociados a una palabra o expresión que expresan sentimientos y emociones. Puede tratarse de connotaciones con valor ideológico, afectivo, estilístico, etcétera. La connotación puede ser producto del hablante, en un acto de habla concreto o puede ser de uso general en una cultura dada.
El uso de las palabras en el discurso, sin embargo, produce alteraciones. Para un hablante, la palabra Navidad puede significar tristeza (melancolía, soledad, recuerdos) por sus experiencias personales, frente a la connotación positiva habitual en la sociedad (alegría, fiesta, etcétera). Para Federico García Lorca, verde significa tragedia, destino abocado a la frustración y la muerte, cuando en otros ámbitos esta palabra suele asociarse a la esperanza.